# Eviota prasina
Eviota prasina és una espècie de peix de la família dels gòbids i de l'ordre dels perciformes.

## Morfologia
Els mascles poden assolir els 3,1 cm de longitud total.

## Distribució geogràfica
Es troba des del Mar Roig fins a Fidji, el sud del Japó i Tonga.